# Tintin kalandjai: A Calculus-ügy
A Tintin kalandjai: A Calculus-ügy (eredeti cím: L'Affaire Tournesol) 1964-ben bemutatott francia–belga rajzfilm, amely a Tintin kalandjai című 1959-es rajzfilmsorozat 8. része, és Hergé képregénye alapján készült.
Franciaországban 1964-ben, Magyarországon a Tintin című filmsorozatként 2005. december 29-én a Duna TV-n vetítették le a televízióban.

## Szereplők
| Szereplő            | Eredeti hang     | Eredeti hang | Magyar hang          |
| Szereplő            | franciául        | angolul      | Magyar hang          |
| ------------------- | ---------------- | ------------ | -------------------- |
| Tintin              | Georges Poujouly | Dal McKennon | Bartucz Attila       |
| Calculus professzor | Robert Vattier   | Dal McKennon | Cseke Péter          |
| Haddock kapitány    | Jean Clarieux    | Paul Frees   | Szabó Sipos Barnabás |
| Thomson             | Hubert Deschamps | Paul Frees   | Szombathy Gyula      |
| Thompson            | Hubert Deschamps | Paul Frees   | Józsa Imre           |
| Bianca Castafiore   | Lita Recio       | N/A          | Dallos Szilvia       |

További magyar hangok: Albert Péter, Barbinek Péter, Bodrogi Attila, Fehér Péter, Izsóf Vilmos, Kardos Gábor, Péter Richárd, Pipó László, Végh Ferenc